# Llista d'historiadors dels escacs
Aquesta és una llista d'historiadors d'escacs:
- Iuri Averbakh
- Peter Banaschak
- Andreas Bock-Raming
- Neil Brennen
- Ricardo Calvo Mínguez (22 d'octubre de 1943 – 26 de setembre de 2002)
- Adolivio Capece
- Jean-Louis Cazaux
- Hiram Cox
- Henry Davidson
- Richard Eales
- Juan Escourido
- Gianfelice Ferlito
- Vlastimil Fiala
- Professor Duncan Forbes
- José Antonio Garzón Roger
- Ann Gunter
- John Samuel Hilbert
- Thomas Hyde[1] (29 de juny de 1636 – 18 de febrer de 1703)
- Jan Kalendovský
- Taylor T. Kingston
- Sir William Jones (28 de setembre de 1746 - 27 d'abril de 1794)
- Gerhard Josten
- Mario Leoncini
- Dennis Leventhal
- Jean-Marie Lhôte
- David H. Li
- Antonius van der Linde (14 de novembre de 1833 - 12 d'agost de 1897)
- Isaac M. Linder
- Egbert Meissenburg
- Harold James Ruthven Murray (24 de juny de 1868 – 16 de maig de 1955)
- Sonja Musser Golladay
- Joseph Needham
- Antonio Panaino
- Jean-Michel Péchiné
- Alessandro Sanvito
- Renate Syed
- Olimpiu G. Urcan
- Bo Utas
- Kenneth Whyld (6 de març de 1926 - 11 de juliol de 2003)
- Edward G. Winter
- Irving Chernev (29 de gener de 1900 – 29 de setembre de 1981)
- Jeremy Gaige (9 d'octubre de 1927 - 19 de febrer de 2011)
- Harry Golombek (1 de març de 1911 - 7 de gener de 1995)
- David Pritchard (19 d'octubre de 1919 — 12 de desembre de 2005)
- Tassilo von Heydebrand und der Lasa (17 d'octubre de 1818 - 27 de juliol de 1899)
- Friedrich Amelung (23 de març de 1842 - 22 de març de 1909)
- Alfred Diel (10 d'abril de 1924 - 12 de juny de 2013)
- Ludwig Bachmann (11 d'agost de 1856 - 22 de juny de 1937)
- Michael Ehn
- Gerhard Hund
- Hans Ferdinand Maßmann (15 d'agost de 1797 - 3 d'agost de 1874)
- Joachim Petzold (5 de juny de 1933 - 21 d'aril de 1999)
- Willy Roscher (17 de desembre de 1900 - 23 de desembre de 1957)
- Jacob Silbermann (28 de juliol de 1907 - 24 de març de 1978)
- Ernst Strouhal
- Edward Lasker (3 de desembre de 1885 - 25 de març de 1981)
- Rubens Filguth